# Shorea macrophylla
Shorea macrophylla (tiếng Anh thường gọi là Light Red Meranti) là một loài thực vật thuộc họ Dipterocarpaceae. Đây là loài đặc hữu của Malaysia.

## Hình ảnh

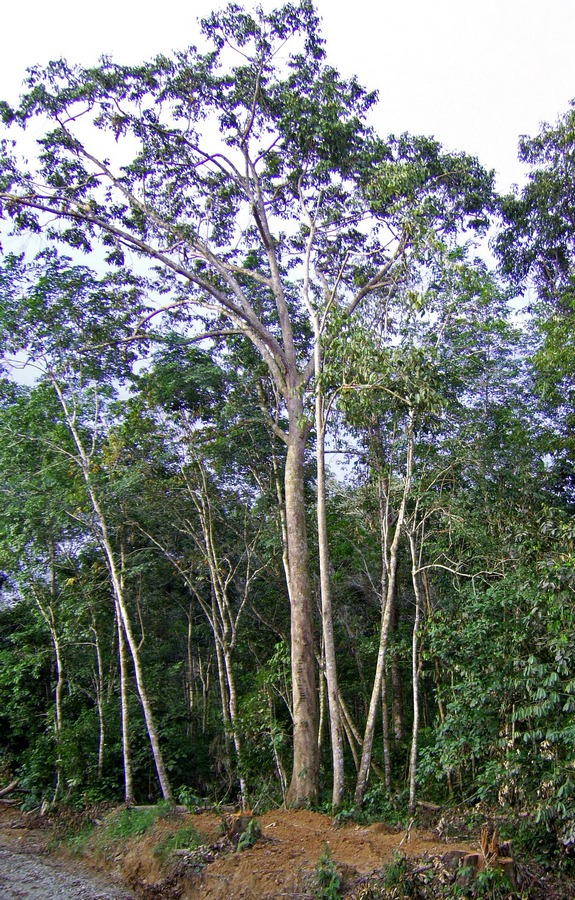